# Staffan Torell
Staffan Torell, född den 21 september 1933, är en svensk teckningslärare och bokillustratör. Han har bland annat illustrerat ett antal av sagorna i den samnordiska barnboksantologin Barndomslandet och gjort omslag och illustrationer till Peters vänner och Peters vänner på kalas av Brita af Geijerstam. Han fick konstnärsstipendienämndens arbetsstipendium 1973.